# الرجل من الخارج
«الرجل من الخارج» (بالإنجليزية: The Outsider)‏ هي قصة قصيرة بقلم كاتب قصص الأمريكي الرعب هوارد فيليبس لافكرافت. وكتبها بين مارس وأغسطس 1921، نشرت لأول مرة في مجلة حكايات غريبة عدد أبريل 1926. في هذا العمل، يعيش رجل غامض وحيدا في قلعة بقدر ما يتذكر، يقرر أن يتحرر من القلعة بحثا عن الاتصال البشري والضوء. وتعتبر القصة من أكثر أعمال لافكرافت طباعة وهي أيضا من أكثر القصص شعبية بين ما نشر في مجلة حكايات غريبة.
تجمع قصة «الرجل من الخارج» بين الرعب، والخيال، والأدب القوطي لخلق قصة مرعبة، وتتكلم على موضوعات مثل الوحدة، وغير الإنسانية، والآخرة.